# پیست آلبرت پارک
پیست آلبرت پارک (انگلیسی: Albert Park Circuit) یک پیست ورزش‌های موتوری در شهر ملبورن، استرالیا است.
این پیست که معمولاً برای مسابقات فرمول یک استفاده میشود در سال ۱۹۵۳ افتتاح شده و ظرفیت آن ۱۲۰٬۰۰۰ نفر است.